# 藤井實彥
藤井實彥（1972年－），日本實業家、保守派、右派。

## 簡介
藤井實彥曾在飯店任職，自2006年從事管理諮詢業，2012年後也從事網路漫畫，經營Next Door（ネクストドアー）漫畫出版社、擔任X-brains（エックスブレーンズ）股份有限公司代表董事，以及民間團體慰安婦之真相國民運動幹事、反駁計畫（論破プロジェクト）主席，以「透過漫畫向世界傳播正確的日本歷史」為訴求。

## 著作
- 《The J Facts》，藤井實彥著作、大雲雄山繪畫。ピーエスエス 星雲社（日语：星雲社）出版、2013年11月發行。
- 《從軍慰安婦之真相》，藤井實彥著作、大雲雄山繪畫。Kindle、ワック出版、2014年8月7日發行。
- 《村山談話20年之真相》，和田政宗（日语：和田政宗）、藤井實彥、藤岡信勝、田沼隆志（日语：田沼隆志）著作。EAST PRESS（日语：イースト・プレス）出版（叢書054（日语：イースト新書））、2015年8月9日發行。

## 事件
2014年，在法國舉辦的安古蘭國際漫畫節，原本有韓國籌畫的慰安婦事件紀念特展，被藤井實彥不斷抗議，想要干擾展覽。隨後就以自己的名義，也要求在漫畫展上另開席位，要展出「慰安婦的真相」，主辦單位沒有同意，但得到日本外務大臣岸田文雄、內閣官房長官菅義偉、駐法國大使鈴木庸一的聲援。
2018年9月6日，慰安婦之真相國民運動等多個保守派團體要求撤除位於台南市的台灣首座慰安婦銅像，團體代表藤井實彥被闭路电视拍摄到偷踹銅像，並於8日離境，中國國民黨臺南市黨部主委謝龍介與中華統一促進黨10日分別前往台北市的日本台灣交流協會表達譴責並要求道歉。臺北駐日經濟文化代表處代表謝長廷11日召開記者會，表示嚴正譴責並反對任何破壞台日友好的行為，但同时称藤井的行为不代表日本人與日本政府。中华人民共和国外交部发言人亦表示，“要提醒个别的日本右翼分子，中国有句话，辱人者必自辱，希望他们能够自省、自重”。慰安婦之真相國民運動主席加瀨英明12日發表道歉聲明，表示藤井實彥已經辭職，但他仍堅持慰安婦的指控有損日本名譽，希望國民黨回應該團體交出的質問狀。

## 外部連結
- X-brains  （页面存档备份，存于）